# Justin Reed
Justin Michael Reed (Jackson, 16 gennaio 1982 – 20 ottobre 2017) è stato un cestista statunitense.

## Carriera
È stato selezionato dai Boston Celtics al secondo giro del Draft NBA 2004 (40ª scelta assoluta).
Con gli Stati Uniti ha disputato le Universiadi di Pechino 2001.
È scomparso nel 2017 all'età di 35 anni a seguito di un tumore alla spina dorsale.